# Aleksander Gądek
Aleksander Franciszek Gądek (ur. 13 kwietnia 1947, zm. 27 lipca 2015 w Tychach) – polski samorządowiec, od 1994 do 2000 prezydent Tychów.

## Życiorys
Syn Stanisława i Heleny. Od 1994 sprawował funkcję prezydenta Tychów, utrzymał ją po wyborach z 1998. Za jego kadencji powstała w mieście Wyższa Szkoła Zarządzania i Nauk Społecznych, a także specjalna strefa ekonomiczna, za co w 2012 został przez Okręgową Izbę Przemysłowo-Handlową nagrodzony statuetką Prometeusza. Latem 2000 roku odwołano go ze stanowiska ze względu na oskarżenie o narażenie miasta na straty (następcą został Andrzej Dziuba). W 2001 zdobył mandat w Sejmiku Śląskim I kadencji po tym, jak dziewięciu jego członków zostało wybranych do parlamentu. Przystąpił do klubu Platformy Obywatelskiej. W 2002 nie ubiegał się o reelekcję.
W lutym 2012 Aleksander Gądek został razem z innymi członkami zarządu miasta prawomocnie uniewinniony od zarzutu działania na szkodę miasta.
Był żonaty z Barbarą. Śpiewał i kierował chórem Cantate Deo przy Parafii Krzyża Świętego w Czułowie.
Zmarł 27 lipca 2015. 1 sierpnia pochowany na cmentarzu w Tychach.